# Sergio Ferrara
Sergio Ferrara (Roma, Italia, 2 de mayo de 1945) es un físico italiano especialista en física teórica de partículas elementales y física matemática. Es conocido por el descubrimiento de teorías que introdujeron la supersimetría como simetría de partículas elementales (teorías super-Yang-Mills, junto con Bruno Zumino) y de la supergravedad, la primera extensión significativa de la relatividad general de Einstein, basada en el principio de supersimetría local (junto con Daniel Z. Freedman y Peter van Nieuwenhuizen). Es miembro emérito del CERN y profesor en la Universidad de California en Los Ángeles.

## Carrera
Ferrara nació el 2 de mayo de 1945 en Roma, Italia. Se graduó en la Universidad de Roma La Sapienza en 1968, pero no obtuvo ninguna maestría ni doctorado ya que no existían en el sistema educativo italiano. Desde entonces, ha trabajado como investigador del CNEN y del INFN en el Laboratorio Nacional de Frascati, como científico visitante en el Laboratoire de Physique Théorique de la Escuela Normal Superior de París y en la división teórica del CERN en Ginebra. En 1980, fue nombrado catedrático de física teórica en Italia, y en 1981 se unió como científico fijo en la división teórica del CERN. En 1985, se convirtió en profesor de física en la Universidad de California en Los Ángeles. Entre 2010 y 2014 fue profesor invitado en el CERN como investigador principal de la beca del Consejo Europeo de Investigación SUPERFIELDS. Actualmente es miembro emérito del CERN.

## Teoría conforme de campos
Entre 1971 y 1975, Ferrara realizó trabajo pionero en teoría conforme de campos y en bootstrap conforme. En una serie de artículos escritos en colaboración con Raoul Gatto, Aurelio Grillo y Giorgio Parisi, estudió las restricciones impuestas por la simetría conforme de las dimensiones de los operadores, la forma de las funciones de correlación, la expansión del producto de operadores (OPE) y la expansión conforme de onda parcial para la función de correlación de cuatro puntos de la teoría. Este trabajo, junto con el trabajo similar de Aleksandr Poliakov, sentó las bases de la teoría conforme de campos. 

## Teoría de Yang-Mills supersimétrica
En 1974, junto con Bruno Zumino, formuló teorías de gauge supersimétricas, que allanaron el camino a la construcción de extensiones supersimétricas del modelo estándar de física de partículas y a la exploración de sus consecuencias. Este resultado fue también obtenido de forma independiente por Abdus Salam y James Strathdee.

## Supergravedad
En 1976, Sergio Ferrara, Daniel Z. Freedman y Peter van Nieuwenhuizen descubrieron la supergravedad en la Universidad de Stony Brook, en Nueva York. Fue propuesta inicialmente como una teoría en dimensión 4. La teoría de la supergravedad generaliza la teoría de la relatividad general de Einstein incorporando los principios de la supersimetría. En 2019, los tres recibieron un Breakthrough Prize in Fundamental Physics de 3 millones de dólares por el descubrimiento.

## Atractores de agujeros negros
En 1995, junto con Renata Kálosh y Andrew Strominger, formuló la teoría de atractores de agujeros negros, un mecanismo dinámico que determina la entropía de Bekenstein-Hawking para agujeros negros extremos en función de sus cargas.

## Premios y reconocimientos
- Prix Scientifique de l'UAP, 1991, París.

«Por sus contribuciones a la teoría conforme de campos y al descubrimiento de la supergravedad»
- Medalla Dirac, 1993, ICTP, Trieste, junto con Daniel Z. Freedman y Peter van Nieuwenhuizen.[6]

«Por su descubrimiento de la teoría de la supergravedad en 1976 y sus importantes contribuciones a los desarrollos posteriores de la teoría. Su descubrimiento llevó a una explosión de interés en la gravedad cuántica y transformó el campo, jugando un papel significativo en desarrollos muy importantes en teoría de cuerdas, así como en teoría de Kaluza-Klein»
- Laurea honoris causa en física, 2005, de la Universidad de Roma Tor Vergata.
- Premio Dannie Heineman de Física Matemática, 2006, American Physical Society, junto con Daniel S. Freedman y Peter van Nieuwenhuizen.[7]

«Por construir la supergravedad, la primera extensión supersimétrica de la teoría de la relatividad general de Einstein, y por su papel central en su desarrollo posterior»
- Premio Enrico Fermi, 2005, Società Italiana di Fisica, junto con Gabriele Veneziano y Bruno Zumino.

«Honró a la física italiana con sus descubrimientos, contribuyendo sustancialmente a los descubrimientos que llevaron al desarrollo de las teorías de la gravedad modernas. Por su contribución al descubrimiento de la teoría de la supergravedad»
- Medalla Amaldi, 2008, SIGRAV (Sociedad Italiana de la Relatividad General y la Física Gravitacional).

«Por sus relevantes contribuciones a los modelos de supergravedad, sus acoplamientos de materia y sus implicaciones en física de agujeros negros, tales como el mecanismo atractor»
- Medalla Avogadro (Accademia Nazionale dei Lincei, febrero de 2008)
- Beca Avanzada del Consejo Europeo de Investigación «Superfields», n.º 226455 (2008)
- Comendador de la Orden al Mérito de la República Italiana, 2009.[8]

«Por sus servicios en física teórica»
- Premio Margherita Hack en Ciencia (INAF y Ministerio de Cultura de Italia, Spoleto, 2015).
- Medalla de Honor del JINR (Dubná, 2015).
- Medalla Majorana (EMFCSC, Erice, 2016) junto con Daniel Z. Freedman y Peter van Nieuwenhuizen.
- Miembro Extranjero de la Academia de Ciencias de Rusia (2016).
- Breakthrough Prize in Fundamental Physics, junto con Daniel Z.Freedman y Peter van Nieuwenhuizen, 2019

«Por la invención de la supergravedad, en la cual las variables cuánticas son parte de la descripción de la geometría del espacio tiempo»